# La Grande Béroche
La Grande Béroche – miejscowość i gmina w zachodniej Szwajcarii, w kantonie Neuchâtel. Leży nad jeziorem Lac de Neuchâtel. Powstała 1 stycznia 2018 w wyniku połączenia gmin Bevaix, Fresens, Gorgier, Montalchez, Saint-Aubin-Sauges i Vaumarcus.

## Demografia
W La Grande Béroche mieszka 9029 osób. W 2021 roku 18,8% populacji gminy stanowiły osoby urodzone poza Szwajcarią. 

## Transport
Przez teren gminy przebiegają autostrada A5 oraz droga główna nr 5.